# Brucknerallee 187 (Mönchengladbach)

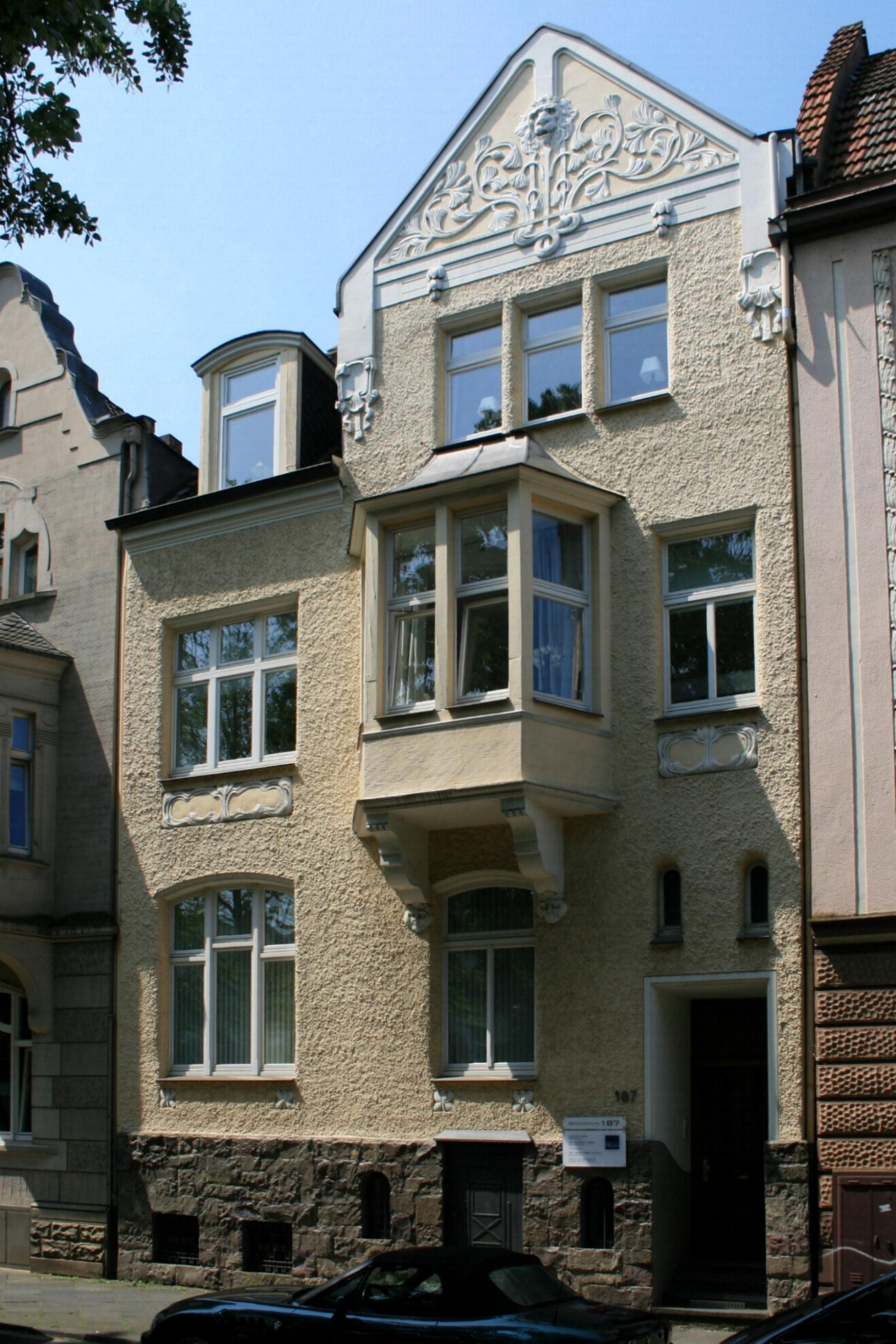
Wohnhaus (2010)

Das Wohnhaus Brucknerallee 187 steht im Stadtteil Grenzlandstadion in Mönchengladbach (Nordrhein-Westfalen).
Das Gebäude wurde 1906 erbaut. Es ist unter Nr. B 099 am 2. März 1989 in die Denkmalliste der Stadt Mönchengladbach eingetragen worden.

## Architektur
Dieses bürgerliche Wohnhaus ist als rechter, abschließender Teil einer geschlossenen und außerordentlich gut erhaltenen Gruppe (Nr. 176–196) historischer Stadthäuser zu betrachten. Bei dieser Gruppe handelt es sich um das Kernstück der vor der Jahrhundertwende als Prachtstraße und als weitere Verbindungsachse zwischen Rheydt und Mönchengladbach angelegten Allee.
Das 1906 errichtete Gebäude ist ein traufständiges, zweigeschossiges Gebäude mit Stuckelementen, Giebel und Erker und schlichter Fassade.